# Carte de Noël

Carte de Noël animée.

Une carte de Noël est une carte de vœux envoyée dans le cadre de la célébration traditionnelle de Noël. Ces cartes sont habituellement échangées pendant les semaines précédant le jour de Noël, que les gens soient des occidentaux ou des asiatiques, quelle que soit leur religion. Le message de vœux le plus courant serait « Joyeux Noël et bonne année ». Elles se distinguent des cartes de vœux car elles représentent un sujet ou message, religieux ou profane, lié aux fêtes de Noël. Les plus religieuses contiennent un poème, une prière ou un verset, alors que les autres expriment plus simplement un souhait de bonheur du type « Meilleurs vœux ».

## Historique

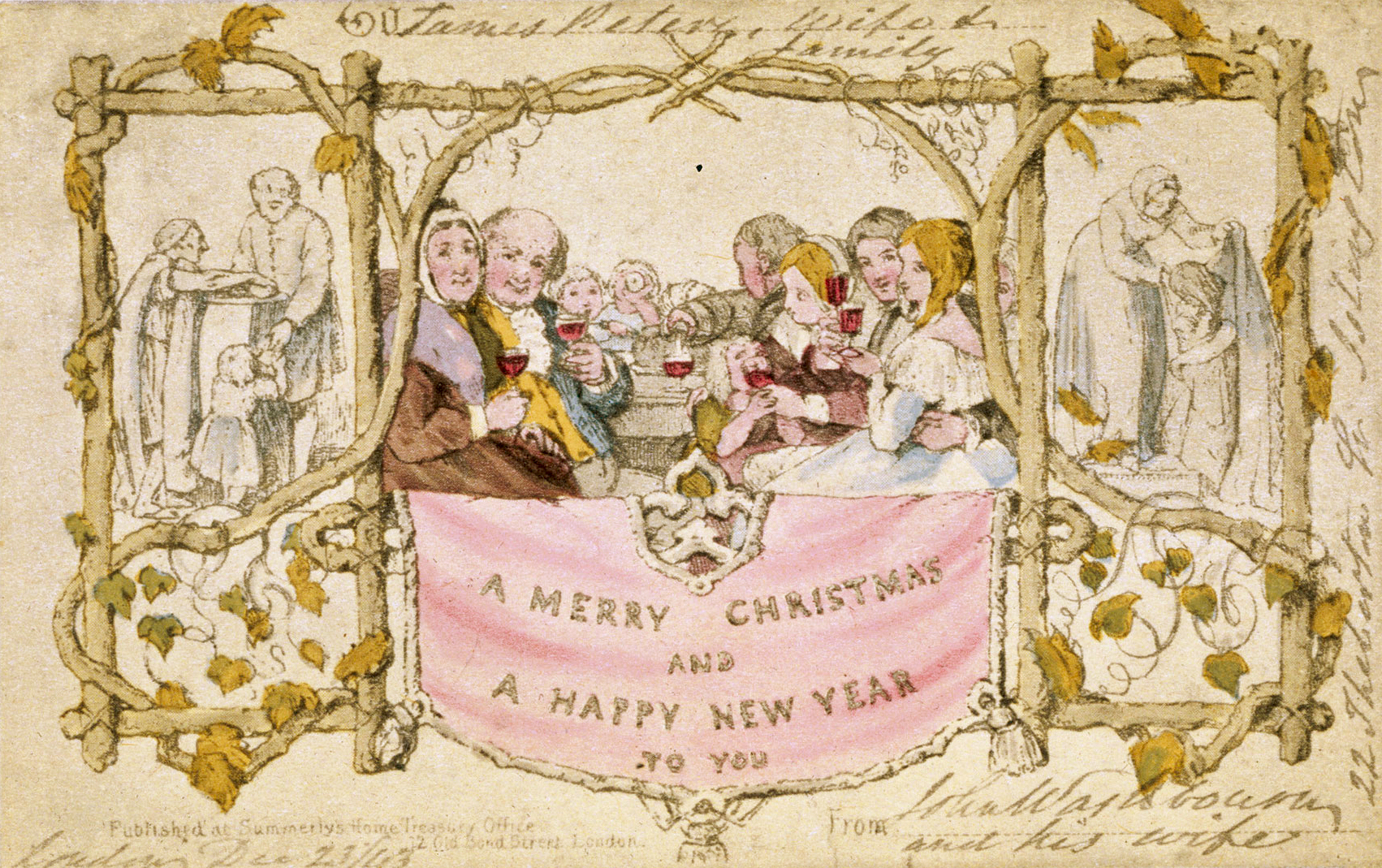
Première carte de Noël en 1843.

Sir Henry Cole, directeur du Victoria and Albert Museum, considère qu'écrire les cartes de vœux à ses nombreux amis lui a pris trop de temps ces dernières années. Il charge un de ses amis, le peintre John Callcott Horsley, de lui dessiner une lithographie en noir et blanc (assemblée familiale de trois générations célébrant Noël) sur une carte dans laquelle est imprimée « A merry Christmas and a happy new year to you » (« Joyeux Noël et bonne année »). Cole en fait faire mille copies illustrées le 1er mai 1843, les versions en noir et blanc lui coûtant cinq pence et celles coloriées à la main lui revenant à six pence. La paternité de l'invention de la carte de Noël est cependant sujette à controverse, le British Museum revendiquant en avoir une dans ses collections datant de 1842.
La maison d'impression Goodall & Son, flairant ce marché de la carterie avec la baisse du coût de l'impression et des frais postaux, commercialise en 1868 plusieurs types de cartes de Noël (petit chaperon rouge, scènes de neige).

## Galerie d'images

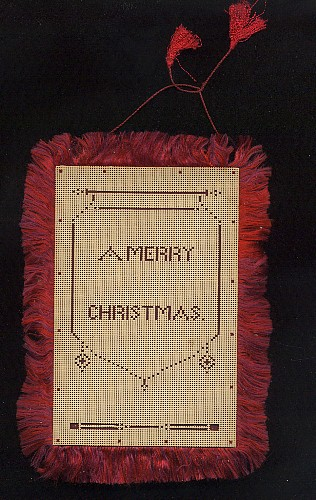
Carte en tissu entouré d'une frange, vers 1860
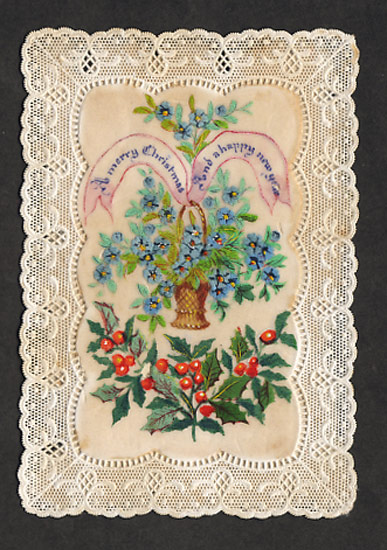
Époque victorienne, vers 1870
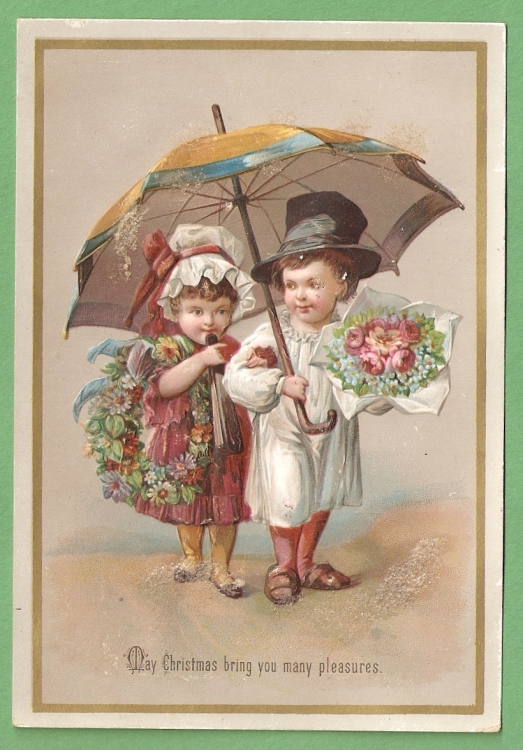
Époque victorienne, 1885
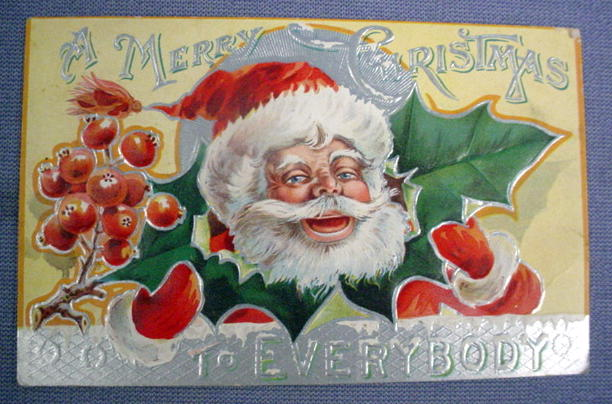
Carte postale, vers 1900
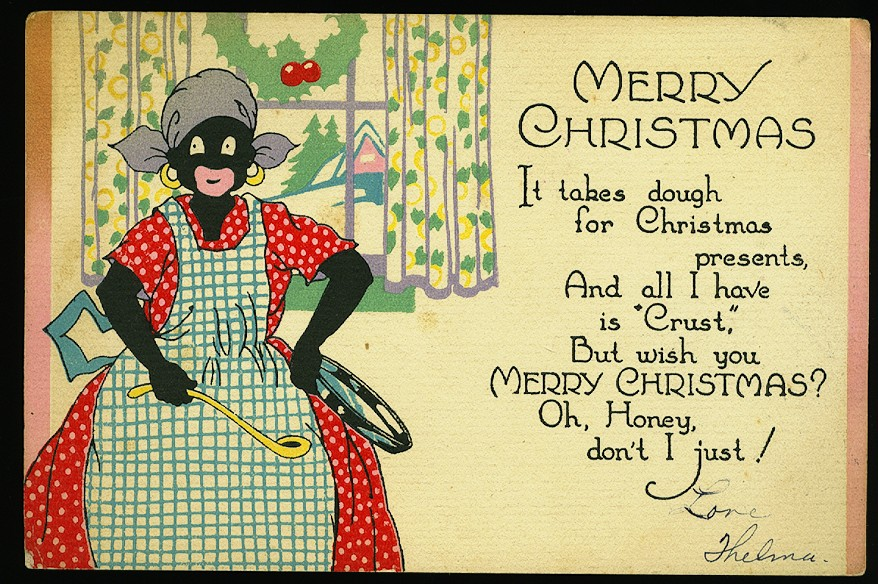
Carte des États-Unis, vers 1920
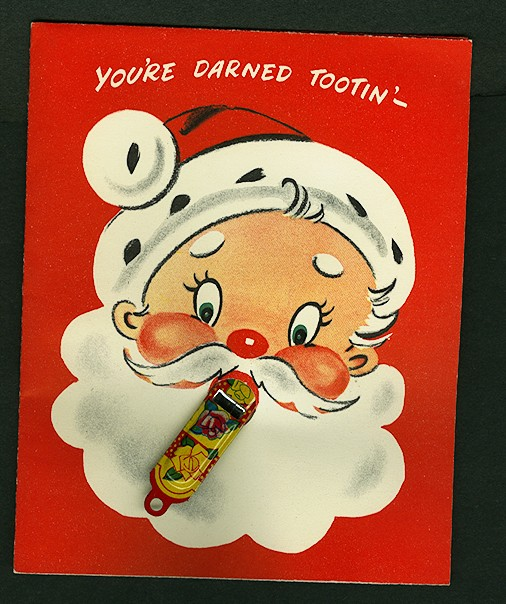
Carte des États-Unis, vers 1940
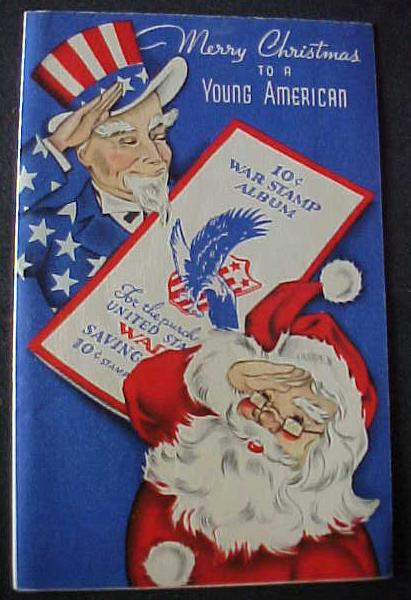
En temps de guerre, vers 1943
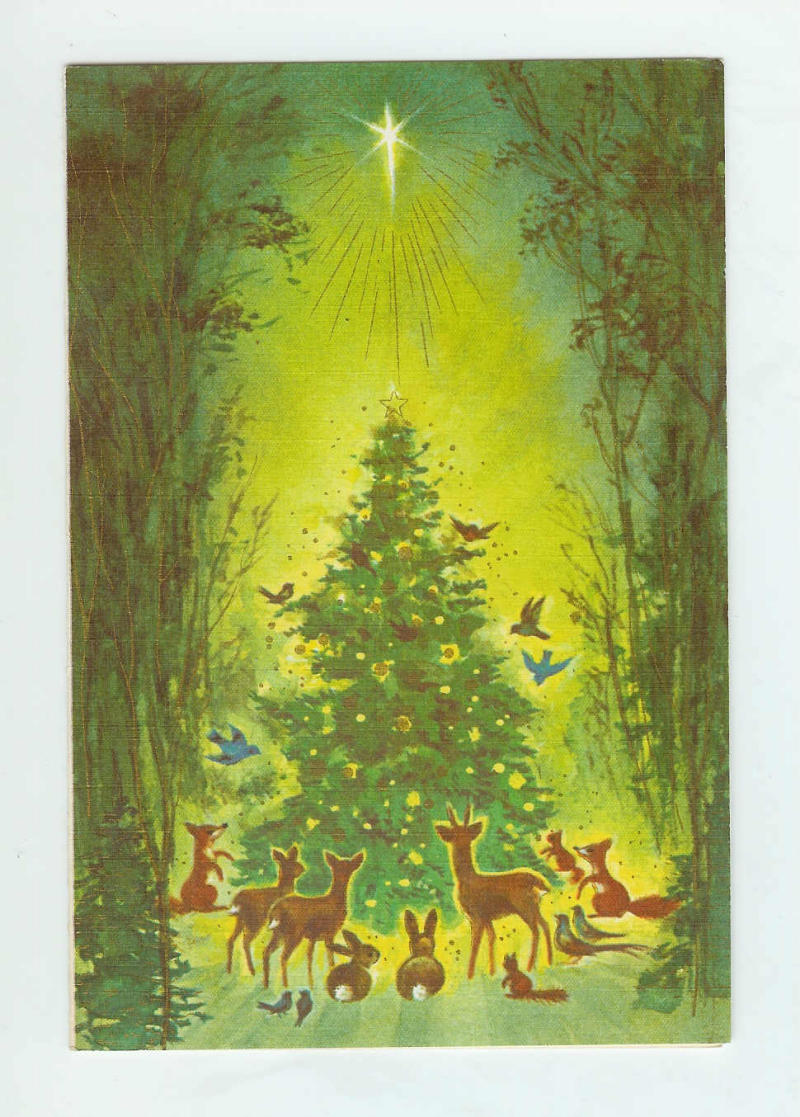
Vers 1950